# 那尔迈调色板
那尔迈石板是一件非常重要的埃及考古发现，测定年代为公元前31世纪，含有至今为止发现的最早象形文字铭文。它被认为是用来描述那尔迈国王统一上下埃及的。调色板分为两面，一面描述戴着上埃及王冠的那尔迈，王冠为球根状；另一面描绘了戴着下埃及王冠的那尔迈，王冠为平头状呈红色。这件文物和同样在希拉孔波利斯发现的蝎子权杖头和那尔迈权杖头一起，提供了对埃及国王的最早描述之一。调色板显示了许多埃及艺术的传统手法。埃及學家鲍勃·布莱尔把那尔迈调色板稱为“世界上第一件历史文件”。那尔迈调色板现存于埃及开罗博物馆。
调色板通常用作研磨化妆品（颜料），但是那尔迈调色板太大太重而无法用作个人的调色板，所以它更可能是有宗教用途的，专门地被制成神庙用品。有一种理论认为，它用来研磨装饰神像的颜料。

## 虛擬獸面

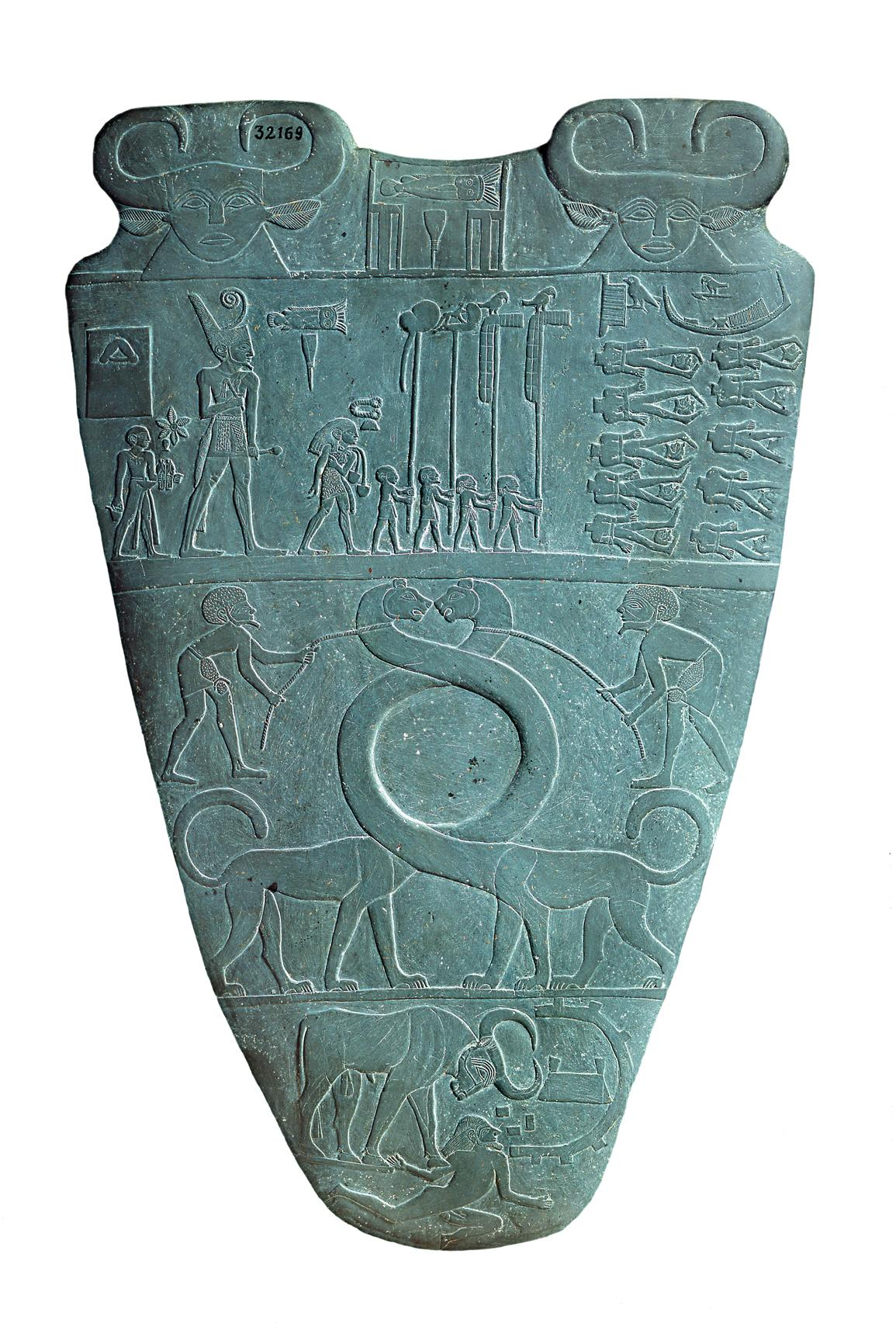
那尔迈调色板的正面

两个牛头下面是好像是一个队伍，队伍当中的那尔迈是最高的（这是一种用来强调人物身份主次的艺术表现手法），那尔迈戴着下埃及的王冠，王冠是红色的，为纸莎草的形象。他拿着一个权杖和一个连枷，这两件物品象征着王权。他的右边是他的名字的象形文字。他的后面是他的司鞋官（帮他携带凉鞋的重要人员），司鞋官的附近的玫瑰形符号表示他的名字。司鞋官的头上还有一个矩形符号，有人猜测可能表示一个城镇或者一个堡垒。那尔迈的前面是一个長髮男子，他头的右上方的符号被认为是他的名字：Tshet。这个男子的前面是四個掌旗官，旗桿上高举着动物的皮革、一只狗、和两只猎鹰。最右端是十个无头尸体，头在脚下，可能象征着那尔迈发动的敌人。他们的上方是一些符号，这些符号分别代表一艘船、一只猎鹰和一个鱼叉，这些符号被认为是被征服的城镇的名称。
队伍的下面，两个男子拿着绳子把两条盘在一起的大蛇拿住，大蛇的身体却是猫科动物的，这种猫科动物好像豹子，又因为没有画出斑纹，所以应该更可能是雌狮。两只大蛇的脖子构成的圆圈是调色板正面的中心，这里用来研磨化妆品。这些动物被认为是象征上下埃及统一的标志，然而，没有地方说明哪只动物表示埃及的哪一部分，这一点不符合古埃及艺术手法，虽然上下埃及都有一个雌狮女神（比如Mut）当做保护神。
调色板的底部，是一只牛正在踩踏一个摔倒的敌人，同时把一个城市的城墙撞倒。这幅画象征着那尔迈消灭了他的敌人。因为“他妈妈的公牛”常常作为埃及国王的外号，因为埃及也有一个母牛女神。公牛的形象在后来的象形文字中的意思是“力量”。

## 擊打面

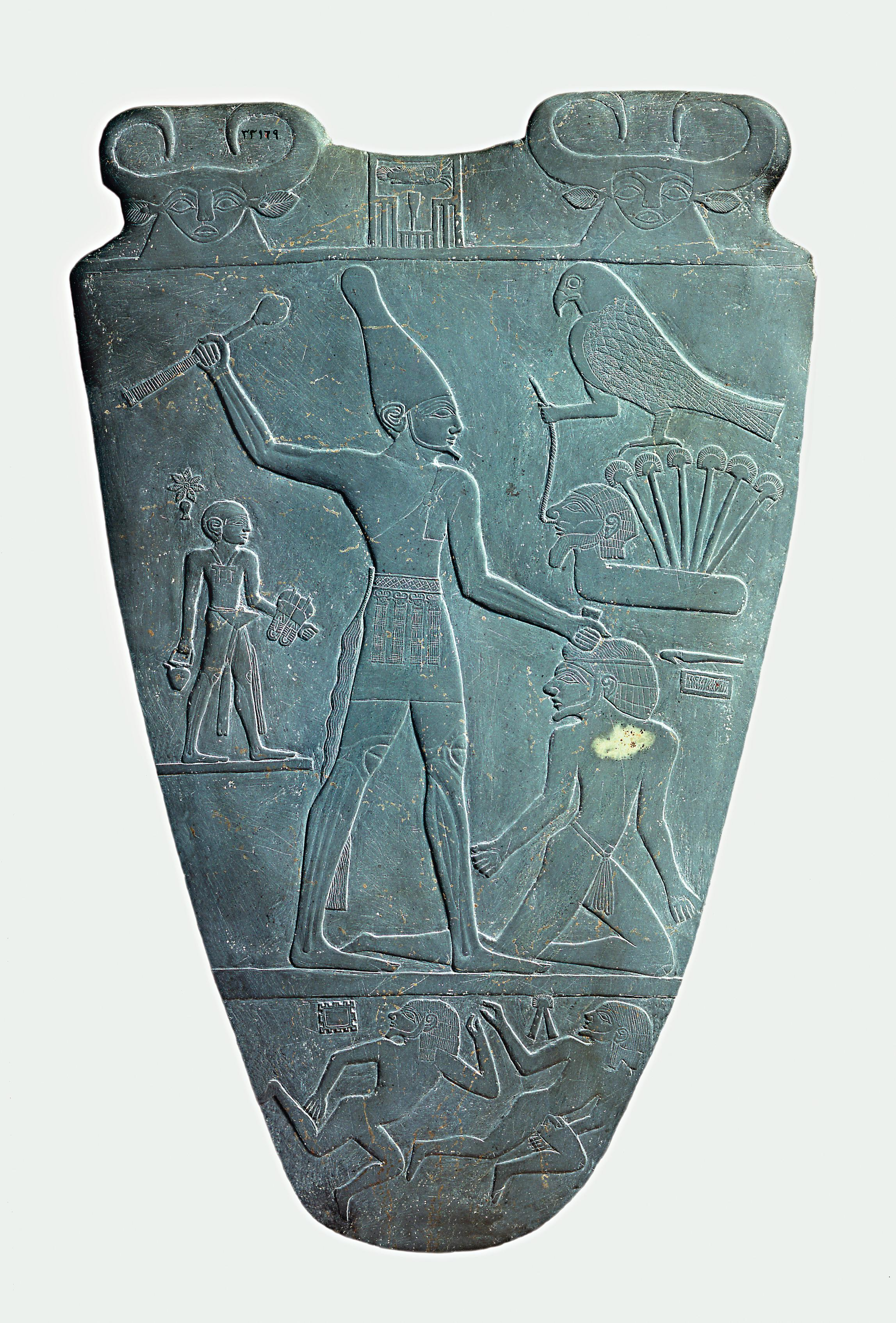
那尔迈调色板的反面

反面的格式和正面是一样的，上方是两个人面牛头，被认为表示保护女神母牛Bat，两牛中间的方框叫做serekhs，里面写着国王那尔迈的名字。两头母牛的前视图在古埃及艺术中是不常见的，除了这个女神和爱神哈索尔。有些人也猜想，这两头牛象征着国王的活力而非母牛女神。
中间的一幅大图片描述了那尔迈戴着上埃及的白色王冠，王冠是莲花形状的，国王还挥舞着一个权杖。他的左边是一个拿着他的凉鞋的人，再一次出现在一个玫瑰形符号的附近。国王的右端是一个正在下跪的囚犯，国王正要打他。他的头部附近出現了两个符号，可能表示他的名字或者表示他来自什么地方。罪犯的头上是一只猎鹰，代表太阳神何露斯，栖息在一些纸莎草花上方，纸莎草代表下埃及。太阳神的爪子里拿着一个绳子似的物品，绳子连着一个男子的鼻子，男子的头也在花朵附近，可能表示太阳神从男子的头上取走生命。纸莎草经常被解释成代表尼罗河三角洲的湿地，或者在湿地发生的战役，或者每一朵花代表数量1000，表示在这场战役中一共6000敌人被消灭。
国王的脚下是第三个部分，描述了两个赤裸的、满脸胡须的男子。他们可能在逃跑，或者是倒在地上的死尸。两个男子头部的左边都有一个象形文字符号，第一个表示一个有城墙的城镇，第二个表示一种绳结，绳结有可能是一个被攻占城镇的名字。